# County Galway
Das County Galway (irisch Gaillimh) ist eine Grafschaft an der Westküste der Republik Irland. Es ist in der Provinz Connacht gelegen; die Hauptstadt ist Galway. In der Region Connemara sind zahlreiche Gaeltacht-Gebiete ausgewiesen, wo noch verstärkt Irisch gesprochen wird.

## Geografie
Die Grafschaft liegt am Atlantik zwischen dem Killary Harbour, dem einzigen Fjord Irlands, im Norden und der Galway Bay im Süden. Die Flüsse Shannon und Suck liegen im Osten. Der Fluss Corrib und der Lough Corrib (See) teilen die Grafschaft in zwei sehr ungleiche Hälften, deren westliche Connemara ist. Im Südwesten, vor der Küste der Grafschaft Clare, liegen die zu Galway gehörenden drei Aran Islands (Inis Mór, Inis Meáin, Inis Óirr).

## Geschichte

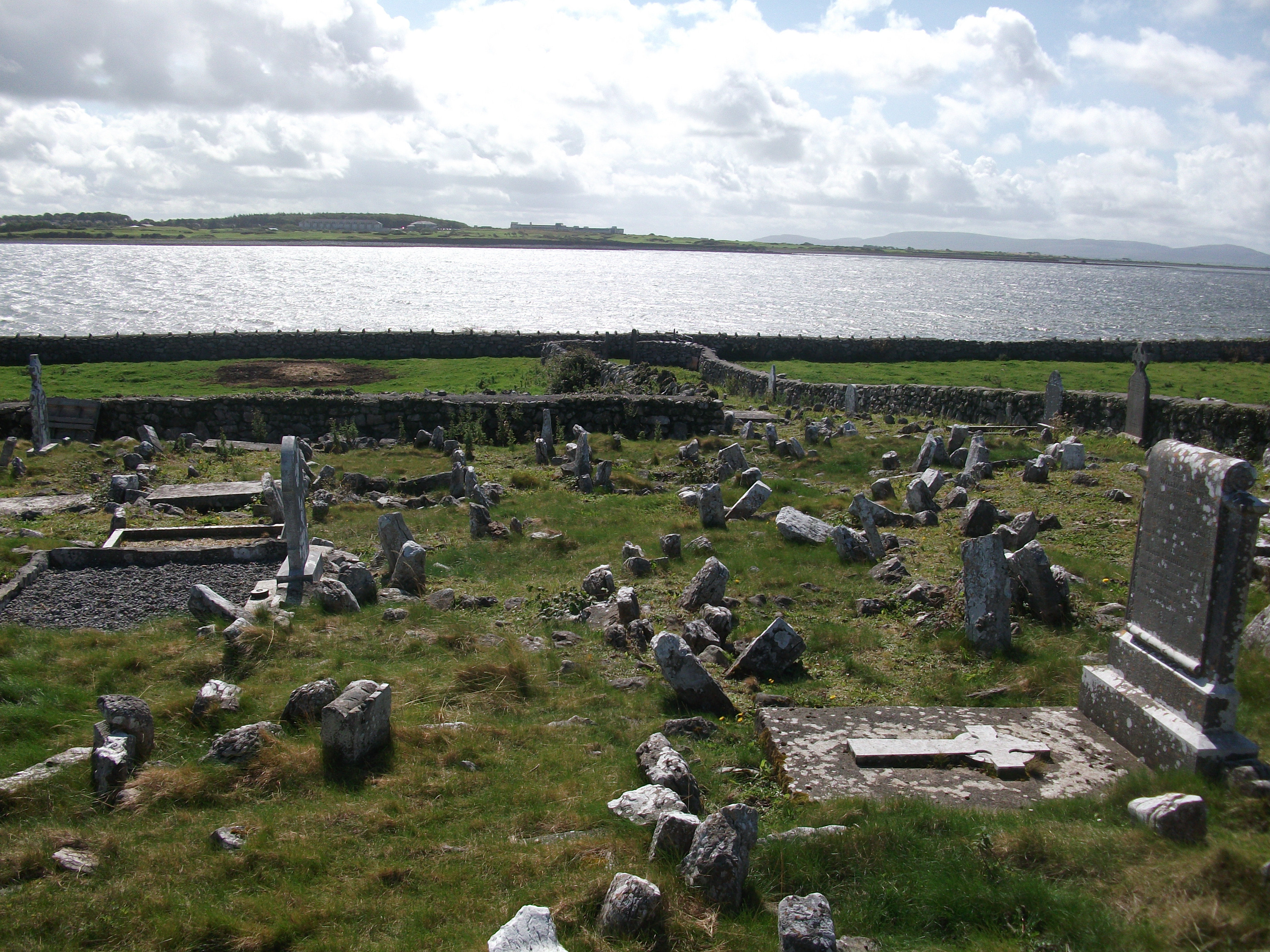
Das zerstörte Roscam

Erste Einwohner gab es in der Region Galway bereits vor 7000 Jahren. Shell middens (Muschelhaufen) in dieser Gegend belegen ihre Anwesenheit. Etwa 4000 v. Chr. erreichten Bauern das Gebiet und errichteten Megalithanlagen. 2500 v. Chr. trat ein weiterer Wechsel ein, denn mit den Gael (Glockenbecherkultur) erreichte die Bronze Irland. Mit der Ankunft des Christentums im 5. Jahrhundert wurden viele Klöster errichtet: Roscam bei Galway, Inchagoill auf einer Insel im Lough Corrib und Annaghdown am Ufer des Sees.
Nach der Invasion der Wikinger, die Roscam zerstörten, gründeten die Anglo-Normannen die Stadt Galway. Der heutige Stadtteil Claddagh auf der anderen Seite des Corrib – er bezeichnet ein steiniges Uferland – blieb dagegen eine Siedlung der einheimischen Fischer. Sie scheint hier schon seit frühesten Zeiten existiert zu haben. Die Stadtmauern umschlossen zu keiner Zeit den Claddagh.
Im September 1828 ertranken vor Annaghdown 20 Leute (elf Männer und neun Frauen), als ein Fährboot, das den See überquerte, unterging. Es gab zehn Überlebende. Der blinde Dichter Anthony Raftery (1784–1835) schrieb eine Klage zum Gedenken des Ereignisses. Die Gedenktafel wurde erst 1979 aufgestellt.

## Wirtschaft
Bei Tynagh liegen Blei- und Zinklagerstätten. Die Landwirtschaft setzt sich aus Weidewirtschaft, Schafzucht und Milchwirtschaft zusammen. Außerdem werden Gerste, Weizen, Kartoffeln und Zuckerrüben angebaut. Seit den 2000er Jahren hat es insbesondere um die Stadt Galway einen unglaublichen Wirtschaftsboom gegeben, dessen Ende derzeit noch nicht abzusehen ist.

## Politik
Galway hat zwei Regionalparlamente: Galway County Council und Galway City Council.
Die Sitzverteilung im Galway County Council nach der Kommunalwahl im Juni 2024 ist:
| Partei      | Sitze |
| ----------- | ----- |
| Fine Gael   | 13    |
| Fianna Fáil | 11    |
| Sinn Féin   | 2     |
| Unabhängige | 13    |

Für die Wahlen in das irische Parlament (Dáil Éireann) ist Galway in die zwei Wahlkreise Galway East und Galway West aufgeteilt, diese senden zusammen neun Abgeordnete dorthin; bei der Wahl im November 2024 gab es folgendes Ergebnis:
| Partei      | Sitze |
| ----------- | ----- |
| Fianna Fáil | 2     |
| Fine Gael   | 2     |
| Sinn Féin   | 2     |
| Unabhängige | 3     |

## Familiennamen
Typische Nachnamen dieser Region sind: Bermingham, Burke, Connolly, Conneely, Donnellan, Donnelly, Joyce, Kelly, Lynch, Madden, Martyn, O’Flaherty, O’Halloran, O’Shaughnessey, Tierney, Ward und Welby.

## Museen und Visitor centres
- Athenry Heritage Centre
- Aughrim (Schlacht von Aughrim)
- Dan O’Haras (Farm House von 1840)
- Dunguaire Castle
- Galway Atlantaquaria im Vorort Salthill
- Glengowla Silber- und Bleimine bei Oughterard
- Leenane (Woll-Museum)
- Thoor Ballylee (normannisches Tower House, zeitweiliger Wohnsitz von William Butler Yeats)

## Sehenswürdigkeiten
- Die vorzeitlichen Denkmäler (Crannagh, Mweelin, der Steinkreis von Moanmore East und der keltische Turoe-Stein)
- Die diversen Ancient cooking places, Cairns, Crannógs, Forts, Heilige Quellen, Hochkreuze, Kirchen und Klöster, Megalithanlagen, Menhire, Rundtürme, Souterrains, Steinkisten, Steinkreisen und Steinreihen